# Епоха слобода
У шведској и финској историји, Доба слобода или Епоха слобода је период од пола века дуге парламентарне власти и повећаних грађанских права, почевши од смрти Карла XII Шведског 1718. године, а завршен је пучом Густава III 1772. године. Прелазак власти са монарха на парламент био је директан ефекат Великог северног рата, који је био катастрофалан по Шведску. 
Право гласа под парламентарном владом за време Доба слобода није било универзално . Иако је опорезивано сељаштво било заступљено у парламенту, његов утицај био је несразмерно мали, док становници без опорезоване имовине нису имали бирачко право. 

## Велики северни рат
Након смрти Карла XI од Шведске, његов мали син Карло XII постао је краљ, а 1697. године стар само 15 година проглашен је пунолетним и преузео је власт од привремене владе. Државе којима је шведска експанзија постала велика претња првенствено су биле Данска и Русија. Оне су формирале коалицију са Саксонијом две године касније како би поделиле Шведску. Након почетних успеха, шведска војска је на крају слабила, док је листа непријатеља расла. У опсади дворца Фредрикстенс 1718. године, Карл је убијен, након чега је окончана већина непријатељстава на западу. Почетком 1719. године склопљен је мир у Стокхолму којим је Шведска изгубила мало територија у Померанији које су предате Пруској. Склопљен је мир са Британијом, Хановером, Пруском и Данском. 
Ипак остао је рат са Русијом, који је имао најкатастрофалнији исход од свих. Мир је склопљен 1721. године у Ништаду, а Шведска је изгубила велике поседе у Балтичким земљама и луке Виборг и будући Санкт Петербург. 

## Епоха слобода
После рата почиње Епоха слобода, формира се парламентарни систем који се већином састоји од две кључне политичке партије. У Рикстагу су заседали представници четири сталежа, племићи. свештенство, буржоазија и сељаштво. Представници ових сталежа су називани гласноговорницима. Постојала је и титула  Господар Маршал, који је био гласноговорник сталежа племства и кога је племство и постављало. Све до 1738. године председавајући овог парламента вио је Арвид Хорн, чувени шведски генерал. Ово доба се завршава пучем од стране Густава III којим он враћа апсолутистичку власт у земљу. 